# ملک الصالح
ملک الصالح (آچه‌ای: Malik ul Saleh، Malikus Saleh) یک آچه‌ای بود که در سال ۱۲۶۷ سلطان‌نشین سامودرا پاسای، نخستین حکومت مسلمان جنوب شرق آسیا، را بنیان‌گذاری کرد. نام اولیه او مراه سیلو بود. او در سال ۱۲۶۷ اسلام آورد و نام ملک صالح ایوبی را برای خود برگزید.
ملک الصالح در سال ۱۲۹۷ درگذشت. نوشته‌های سنگ قبر او به زبان فارسی هستند.